# Trou aux Cerfs
Trou aux Cerfs es un volcán inactivo con un cono bien definido y un cráter. Alcanza los 605 m (1.985 pies) de altura y está situado en Curepipe, Mauricio. El cráter ha sido descrito como de entre 300 y 350 metros de diámetro, y a 80 metros de profundidad. También es conocido a veces como el Volcán de Murr. Según los expertos, el volcán está en estado latente, y que puede activarse en cualquier momento dentro de los próximos mil años. El cráter es accesible solo por un terraplén que se considera peligroso. El agua y los sedimentos han obstruido el cráter, lo cual dificulta aún más el acceso.